# Rudolf Albert Becker-Heyer

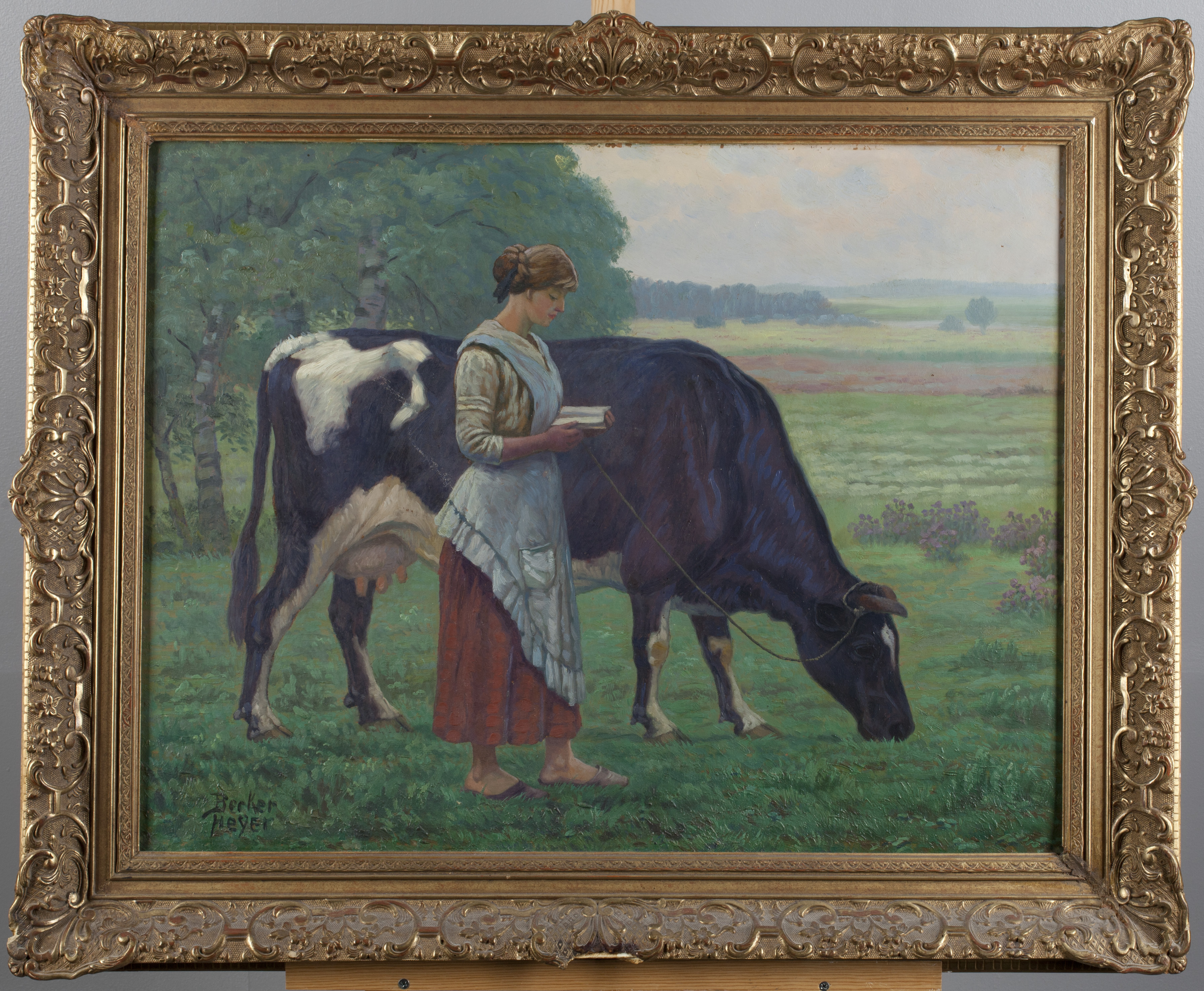
Lesendes Hirtenmädchen

Rudolf Albert Becker-Heyer, auch Albert Becker-Heyer oder Rudolph Becker (* 9. Juni 1862 in Kaiserswerth; † 1928 in Berlin-Charlottenburg), war ein deutscher Genre-, Pferde-, Schlachten- und Militärmaler sowie Illustrator und Radierer.

## Leben
Becker-Heyer studierte in Düsseldorf (bis 1884), München und Berlin (bis 1896). Die Kunstakademie Düsseldorf besuchte er von 1880 bis 1883/1884, nachdem er ab 1877 Privatunterricht genommen hatte. An der Düsseldorfer Akademie waren Andreas Müller, Heinrich Lauenstein und Peter Janssen der Ältere seine Lehrer. Becker-Heyer ließ sich in Charlottenburg nieder, wo er für seine Reiterszenen und Pferdeporträts bekannt wurde, und war Lehrer an der Kunstgewerbeschule Charlottenburg. Dort waren unter anderem Heinz Buchholz und Erich Godal seine Schüler.